# Компрометирующие позы (фильм)
«Компрометирующие позы» (англ. Compromising Positions) — фильм режиссёра Фрэнка Перри. Экранизация произведения, автор которого — Сьюзен Айзекс.

## Сюжет
В маленьком, тихом и спокойном районе города происходит из ряда вон выходящее происшествие. Это убийство дантиста Брюса Флекстина, по совместительству донжуана и любимца практически всех окрестных женщин. Кому это понадобилось? Задаются вопросом все, в особенности полиция в лице лейтенанта, ведущего следствие, и журналистка Джудит Сингер, начавшая своё собственное расследование.

## В ролях
- Сьюзан Сарандон — Джудит Сингер
- Рауль Хулиа — Дэвид Суарез
- Эдвард Херрманн — Боб Сингер
- Джудит Айви — Нэнси Миллер
- Мэри Бет Хёрт — Пег Туччо
- Джо Мантенья — Брюс Флегштейн
- Энн Де Сальво — Филлис Флегштейн
- Джош Мостел — Дикки Данк
- Дебора Раш — Бренда Данк
- Джоан Аллен — Мэри Эллис Махоуни